# Fülepp József
Fülepp József (Diósgyőr, 1786–1790 körül – Oravica, 1847. július 17.) bányamérnök, bányajogász, akadémikus.
Az oravicai bányatársaság „ügyviselője” (jogi képviselője), Krassó vármegye táblabírája volt. A bányászati szaknyelv magyarosításáért Széchenyi István ajánlására 1835. szeptember 14-én a Magyar Tudományos Akadémia levelező tagjai sorába választotta. Fontos szerepet játszott a magyar bányajog kialakításában. Ásványgyűjteményét az Akadémia ásványtani tárának adományozta. Egyetlen, Bányászati műszógyűjtemény című munkája kéziratban maradt, ma a Magyar Tudományos Akadémia kézirattára őrzi. Emlékét Miskolcon utcanév őrzi (Diósgyőr, a Kuruc és a Tóth Árpád utcák között).
Fia Fülepp Lipót (1809–1878) ügyvéd, aki több ciklusban (1848–49, 1865–68, 1869–72) országgyűlési képviselő volt.